# Provinz Larecaja
Larecaja ist eine von zwanzig Provinzen im zentralen Teil des Departamento La Paz im Hochland des südamerikanischen Anden-Staates Bolivien.

## Lage
Die Provinz liegt an den Ostabhängen der Cordillera Real östlich des Titicacasees und grenzt im Norden an die Provinz Franz Tamayo, im Nordwesten an die Provinz Bautista Saavedra, im Westen an die Provinz Muñecas, im Südwesten an die Provinz Omasuyos, im Süden an die Provinz Los Andes, im Südosten an die Provinz Murillo, im Osten an die Provinz Caranavi, und im Nordosten an die Provinz Sud Yungas.
Die Provinz erstreckt sich zwischen etwa 15° 04' und 16° 05' südlicher Breite und 67° 27' und 68° 49' westlicher Länge, ihre Ausdehnung von Westen nach Osten beträgt 125 Kilometer, von Norden nach Süden 100 Kilometer.

## Bevölkerung
Die Einwohnerzahl der Provinz Larecaja ist in den vergangenen drei Jahrzehnten um ein Drittel angestiegen:
| Jahr | Einwohner | Quelle       |
| ---- | --------- | ------------ |
| 1992 | 68 762    | Volkszählung |
| 2001 | 68 244    | Volkszählung |
| 2012 | 86 473    | Volkszählung |
| 2024 | 106735    | Volkszählung |

39,9 Prozent der Bevölkerung sind jünger als 15 Jahre. (1992)
Der Alphabetisierungsgrad in der Provinz beträgt 77,0 Prozent. (1992)
83,2 Prozent der Bevölkerung sprechen Spanisch, 59,5 Prozent sprechen Aymara, und 19,8 Prozent Quechua. (1992)
68,9 Prozent der Bevölkerung haben keinen Zugang zu Elektrizität, 83,9 Prozent leben ohne sanitäre Einrichtung. (1992)
81,7 Prozent der Einwohner sind katholisch, 14,8 Prozent sind evangelisch. (1992)

## Gliederung
Die Provinz Larecaja untergliederte sich bei der letzten Volkszählung von 2024 in die folgenden acht Verwaltungsbezirke (bolivianisch: Municipios):
- 02-0601 Municipio Sorata – 30.020 Einwohner
- 02-0602 Municipio Guanay – 16.373 Einwohner
- 02-0603 Municipio Tacacoma – 9.705 Einwohner
- 02-0604 Municipio Quiabaya – 4.221 Einwohner
- 02-0605 Municipio Combaya – 3.502 Einwohner
- 02-0606 Municipio Tipuani – 7.640 Einwohner
- 02-0607 Municipio Mapiri – 21.805 Einwohner
- 02-0608 Municipio Teoponte – 13.469 Einwohner

## Ortschaften in der Provinz Larecaja
- Municipio Sorata
  - Sorata 2788 Einw. – Cooco 722 Einw. – Ingenio 547 Einw. – Yani 378 Einw. – Ilabaya 290 Einw. – Cañaviri 285 Einw. – Ancoma Norte 256 Einw. – Chuchulaya 242 Einw. – San Lucas 212 Einw. – Ancoma Sur 203 Einw.

- Municipio Guanay
  - Guanay 4165 Einw. – Carura 922 Einw. – Candelaria 711 Einw. – Wituponte 579 Einw. – Challana Pampa 290 Einw. – Amaguaya 290 Einw. – Uma Palca 262 Einw. – Pablo Amaya 215 Einw. – San Juan de Challana 202 Einw. – Minero La Fabulosa 114 Einw.

- Municipio Tacacoma
  - Tacacoma 794 Einw. – Chumisa 549 Einw. – Union Limitada Incachaca 426 Einw. – Ananea 340 Einw. – Pallayunga 282 Einw. – Conzata 273 Einw. – Collabamba 206 Einw.

- Municipio Quiabaya
  - Quiabaya 378 Einw.

- Municipio Combaya
  - Sorejaya 1222 Einw. – Combaya 897 Einw.

- Municipio Tipuani
  - Tipuani 2456 Einw. – Chima 1576 Einw. – Chuquini 1209 Einw. – Unutuluni 857 Einw. – Rinconada 754 Einw. – Cangalli 557 Einw. – Molleterio 539 Einw.

- Municipio Mapiri
  - Mapiri 3446 Einw. – Santa Rosa de Mapiri 2336 Einw. – Charopampa 1060 Einw. – Achiquiri 599 Einw. – Ventanillani 582 Einw. – Sorata Limitada 531 Einw.

- Municipio Teoponte
  - Teoponte 1519 Einw. – Mayaya 959 Einw. – Tomachi 629 Einw.